# Wahlbezirk Österreich unter der Enns 12
Der Wahlbezirk Österreich unter der Enns 12 war ein Wahlkreis für die Wahlen zum Abgeordnetenhaus im österreichischen Kronland Österreich unter der Enns. Der Wahlbezirk wurde 1907 mit der Einführung der Reichsratswahlordnung geschaffen und bestand bis zum Zusammenbruch der Habsburgermonarchie.

## Geschichte
Nachdem der Reichsrat im Herbst 1906 das allgemeine, gleiche, geheime und direkte Männerwahlrecht beschlossen hatte, wurde mit 26. Jänner 1907 die große Wahlrechtsreform durch Sanktionierung von Kaiser Franz Joseph I. gültig. Mit der neuen Reichsratswahlordnung schuf man insgesamt 516 Wahlbezirke, wobei mit Ausnahme Galiziens in jedem Wahlbezirk ein Abgeordneter im Zuge der Reichsratswahl gewählt wurde. Der Abgeordnete musste sich dabei im ersten Wahlgang oder in einer Stichwahl mit absoluter Mehrheit durchsetzen. Der Wahlkreis Österreich unter der Enns 12 umfasste jenen Teil des 6. Wiener Gemeindebezirk Mariahilf, der südlich der Linie Gumpendorfer Straße, Hirschengasse, Liniengasse, Wallgasse, Gumpendorfer Straße liegt.
Aus der Reichsratswahl 1907 ging Adolf Anderle (Christlichsoziale Partei) in der Stichwahl als Sieger hervor. Bei der Reichsratswahl 1911 setzte sich der Sozialdemokrat Franz Reifmüller durch.

## Wahlergebnisse

### Reichsratswahl 1907
Die Reichsratswahl 1907 wurde am 14. Mai 1907 (erster Wahlgang) sowie am 23. Mai 1907 (Stichwahl) durchgeführt.

#### Erster Wahlgang
| Kandidat                                                                     | Partei                                    | Wahlkreis- stimmen | Stimmen- anteil |
| ---------------------------------------------------------------------------- | ----------------------------------------- | ------------------ | --------------- |
| Adolf Anderle                                                                | Christlichsoziale Partei                  | 2825               | 47,6 %          |
| Viktor Stein                                                                 | Sozialdemokratische Arbeiterpartei        | 1597               | 26,9 %          |
| Wegl-Leckl                                                                   | selbständiger christlichsozialer Kandidat | 606                | 10,2 %          |
| Sedlacek                                                                     | deutsch-fortschrittlicher Kandidat        | 359                | 6,0 %           |
| F. Schilling                                                                 | deutsch-nationaler/alldeutscher Kandidat  | 243                | %               |
| Halikal                                                                      | tschechischer Kandidat                    | 109                | 4,1 %           |
| Sonstige                                                                     |                                           | 196                | 3,3 %           |
| Wahlberechtigte: 6722, Ungültige/Leere Stimmen: 200, Wahlbeteiligung: 91,3 % |                                           |                    |                 |

#### Stichwahl
| Kandidat                                                               | Partei                             | Wahlkreis- stimmen | Stimmen- anteil |
| ---------------------------------------------------------------------- | ---------------------------------- | ------------------ | --------------- |
| Adolf Anderle                                                          | Christlichsoziale Partei           | 3378               | 59,0 %          |
| Viktor Stein                                                           | Sozialdemokratische Arbeiterpartei | 2344               | 41,0 %          |
| Wahlberechtigte: 6722, Ungültige Stimmen: 329, Wahlbeteiligung: 90,0 % |                                    |                    |                 |

### Reichsratswahl 1911
Die Reichsratswahl 1911 wurde am 13. Juni 1911 (erster Wahlgang) sowie am 20. Juni 1911 (Stichwahl) durchgeführt.

#### Erster Wahlgang
| Kandidat                                                                     | Partei                             | Wahlkreis- stimmen | Stimmen- anteil |
| ---------------------------------------------------------------------------- | ---------------------------------- | ------------------ | --------------- |
| Franz Reifmüller                                                             | Sozialdemokratische Arbeiterpartei | 1984               | 32,7 %          |
| Adolf Anderle                                                                | Christlichsoziale Partei           | 1942               | 32,0 %          |
| Wendelin Kleiner                                                             | Christlichsoziale Partei           | 1098               | 18,1 %          |
| Julius Stadler                                                               | deutsch-freiheitliche Kandidat     | 580                | 9,5 %           |
| Emil Polesowsky                                                              | tschechisch-nationaler Kandidat    | 188                | 3,1 %           |
| Hermann Winnebrug                                                            | deutsch-nationaler Kandidat        | 109                | 1,8 %           |
| Sonstige                                                                     |                                    | 175                | 2,9 %           |
| Wahlberechtigte: 7086, Ungültige/Leere Stimmen: 381, Wahlbeteiligung: 91,1 % |                                    |                    |                 |

#### Stichwahl
| Kandidat                                                               | Partei                             | Wahlkreis- stimmen | Stimmen- anteil |
| ---------------------------------------------------------------------- | ---------------------------------- | ------------------ | --------------- |
| Franz Reifmüller                                                       | Sozialdemokratische Arbeiterpartei | 3120               | 53,1 %          |
| Adolf Anderle                                                          | Christlichsoziale Partei           | 2761               | 46,9 %          |
| Wahlberechtigte: 7086, Ungültige Stimmen: 482, Wahlbeteiligung: 89,8 % |                                    |                    |                 |